# Orsennes
Orsennes település Franciaországban, Indre megyében. Lakosainak száma 705 fő (2022. január 1.). Orsennes Méasnes, Cluis, Gargilesse-Dampierre, Lourdoueix-Saint-Michel, Maillet, Malicornay, Montchevrier, Pommiers és Saint-Plantaire községekkel határos.

## Népesség
A település népességének változása:
| Lakosok száma | 1372 | 1015 | 913  | 829  | 781  | 772  | 758  | 728  | 713  | 705  |
|               | 1968 | 1982 | 1990 | 2006 | 2013 | 2015 | 2017 | 2019 | 2020 | 2022 |